# Howarthia caelestis
Howarthia caelestis is een vlinder uit de familie van de Lycaenidae. De wetenschappelijke naam van de soort werd als Thecla caelestis in 1890 gepubliceerd door Leech.